# CRC Handbook of Chemistry and Physics
Le CRC Handbook of Chemistry and Physics est un vade-mecum qui contient de nombreuses informations et tables de données dans les domaines de la chimie, de la physique et des mathématiques.

## Sommaire du vade-mecum
- Section 1 : Constantes usuelles, Unités et Facteurs de conversion
- Section 2 : Symboles, Terminologie et Nomenclature
- Section 3 : Constantes Physiques des composés organiques
- Section 4 : Propriétés des élements et composés inorganiques
- Section 5 : Thermochimie, Electrochimie et cinétique chimique
- Section 6 : Propriétés des fluides
- Section 7 : Biochimie
- Section 8 : Chimie Analytique
- Section 9 :  Structure Moléculaire et Spectroscopie
- Section 10 : Physique atomique, Moléculaire, et Optique
- Section 11 : Physique nucléaire et des particules
- Section 12 : Propriétés des solides
- Section 13 : Propriétés des Polymères
- Section 14 : Géophysique, Astronomie et Acoustique
- Section 15 : Données pratiques de laboratoire
- Section 16 : Informations sur la santé et la sécurité
- Section 17 : Tables Mathématiques
- Section 18 : Sources de données Physiques et Chimiques
- Section 19 : Tables des anciennes Editions
- Section 20 : Index

## Historique
CRC Press se nomme à l'origine Chemical Rubber Company (CRC), fournisseur en matériel de laboratoire pour les chimistes. En 1913, la CRC offre un manuel, le Rubber Handbook, pour faire la réclame de ses produits. Dès lors, le Rubber Handbook devient le CRC Handbook of Chemistry and Physics, parfois surnommé en anglais la Rubber Bible. En 1973, fort du succès de ses ventes de livres, la compagnie change son nom en « CRC Press » et abandonne la vente de matériel.
La première édition du CRC Handbook of Chemistry and Physics est publiée en 1914 et depuis 1949 une nouvelle édition paraît chaque année. La 98e édition est parue le 13 juin 2017.